# كريستوس فاسيليو
كريستوس فاسيليو (باليونانية: Χρήστος Βασιλείου)‏ هو مدرب كرة قدم ولاعب كرة قدم يوناني في مركز الدفاع، ولد في 1961 في أغرينيو في اليونان. شارك مع منتخب اليونان لكرة القدم. أما مع النوادي، فقد لعب مع باناثينايكوس.